# Solvita Āboltiņa

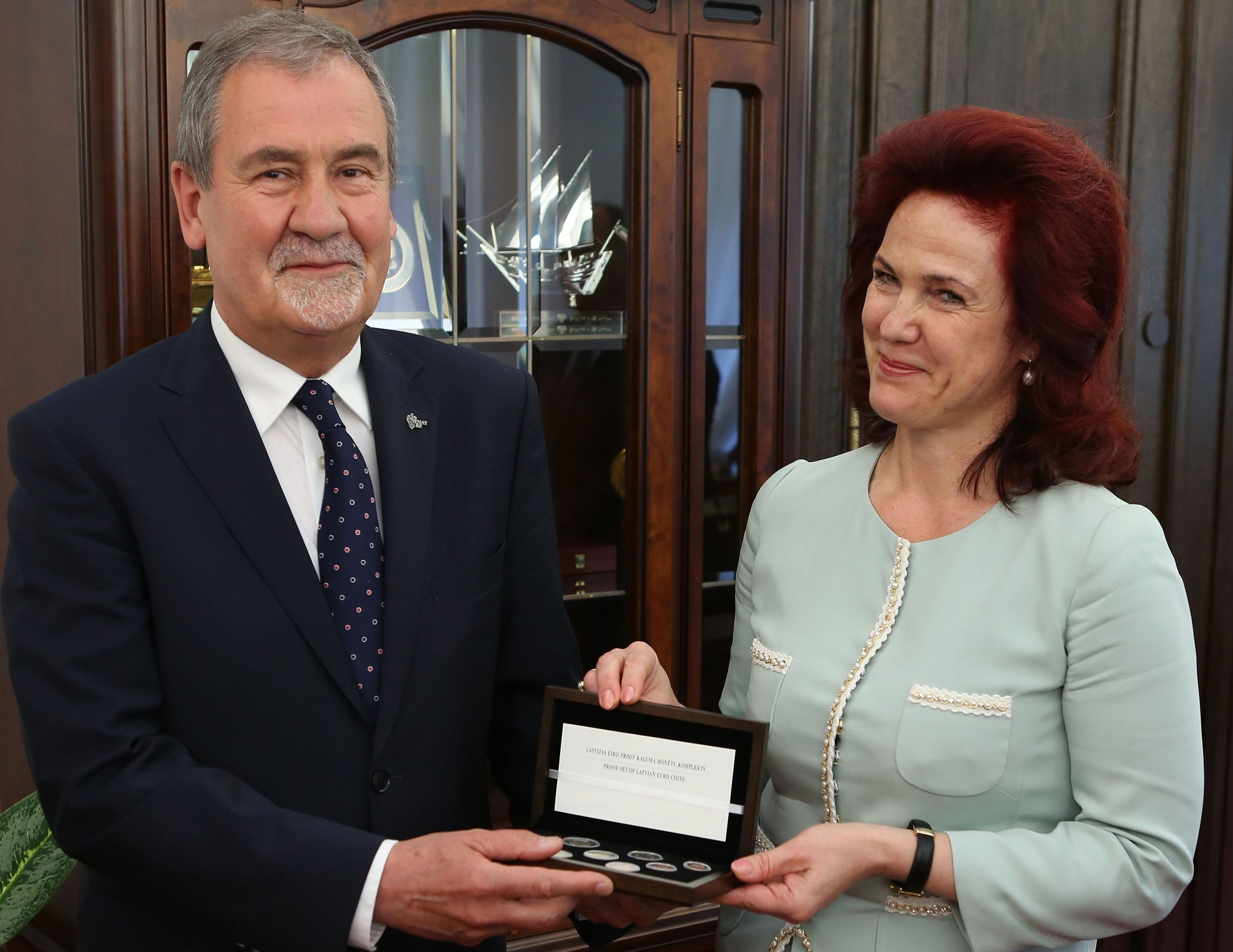
Solvita Āboltiņa i z wicemarszałkiem Senatu Janem Wyrowińskim (2014)

Solvita Āboltiņa z domu Martinova (ur. 19 lutego 1963 w Rydze) – łotewska prawniczka i polityk, minister sprawiedliwości (2004–2006), była przewodnicząca partii Nowa Era oraz Jedność, przewodnicząca Sejmu X i XI kadencji (2010–2014).

## Życiorys
Ukończyła studia prawnicze na Uniwersytecie Łotwy w Rydze. Pracowała jako prawniczka, od 1993 była zatrudniona w ministerstwie spraw zagranicznych, pełniła m.in. funkcję dyrektora departamentu spraw konsularnych.
W 2002 znalazła się wśród założycieli partii Nowa Era, przewodniczyła grupie zajmującej się wypracowaniem programu zwalczania korupcji. Została w tym samym roku posłanką na Sejm VIII kadencji, gdzie pełniła funkcję przewodniczącej komisji prawnej oraz była członkinią komisji prawa europejskiego. 2 grudnia 2004 została powołana na urząd ministra sprawiedliwości w rządzie Aigarsa Kalvītisa. Sprawowała go do 7 kwietnia 2006, gdy jej partia opuściła koalicję rządzącą.
Wybrana ponownie do parlamentu w wyborach z 2006, zasiadła w tych samych komisjach co w poprzedniej kadencji. Wiosną 2008 została przewodniczącą Nowej Ery, w lecie 2011 objęła funkcję przewodniczącej współtworzonej przez swoją dotychczasową partię Jedności. W kadencji 2006–2010 pełniła obowiązki wiceprzewodniczącej Sejmu. W wyborach w 2010 uzyskała mandat poselski z ramienia Jedności (wówczas działającej jako koalicja). 2 listopada 2010 została wybrana na przewodniczącą Sejmu. Ponownie została posłanką w wyborach w 2011. 18 października tegoż roku uzyskała reelekcję na stanowisko przewodniczącej Sejmu w parlamencie XI kadencji. W 2014 przegrała wybory parlamentarne, jednak zasiadła w Sejmie XII kadencji dzięki rezygnacji Jānisa Junkursa z objęcia mandatu.
W czerwcu 2016 na funkcji przewodniczącego Jedności zastąpił ją Andris Piebalgs. W listopadzie 2017 została wykluczona z partii. Po odejściu z polityki stanęła na czele departamentu europejskiego MSZ. W 2018 uzyskała nominację na ambasadora Łotwy we Włoszech, na Malcie i w Albanii. W 2024 została natomiast ambasadorem Łotwy w Holandii.

## Odznaczenia
- Medal Rady Bałtyckiej – 2011[8]